# Lully (Haute-Savoie)
Lully ist eine französische Gemeinde im Département Haute-Savoie in der Region Auvergne-Rhône-Alpes.

## Geographie
Lully liegt auf 540 m, elf Kilometer südwestlich der Stadt Thonon-les-Bains (Luftlinie). Das Dorf erstreckt sich im Bas-Chablais, an leicht erhöhter Lage westlich des Ruisseau de la Gorge, am Nordfuß der Voralpen im Bereich des Passübergangs Col de Cou.
Die Fläche des 4,86 km² großen Gemeindegebiets umfasst einen nur wenig reliefierten Abschnitt des Bas-Chablais. Das Plateau bei Lully ist insgesamt leicht nach Nordwesten geneigt und wird durch den Ruisseau de la Gorge zum Foron entwässert, der bei Sciez in den Genfersee mündet. Nach Norden erstreckt sich der Gemeindeboden bis in die ausgedehnten Waldungen der Forêt de Planbois. Oberhalb des Dorfkerns wird mit 580 m die höchste Erhebung von Lully erreicht.
Zu Lully gehören die Weilersiedlungen Chez Jacquier (544 m) und La Rochette (562 m) auf dem Plateau am Nordfuß der Tête du Char. Nachbargemeinden von Lully sind Sciez und Perrignier im Norden, Cervens im Osten sowie Fessy und Bons-en-Chablais im Westen.

## Geschichte
Der Ortsname Lully wird im 15. Jahrhundert erstmals urkundlich erwähnt. Ursprünglich geht der Name auf den gallorömischen Personennamen Lullius zurück und bedeutet Landgut des Lullius.

## Sehenswürdigkeiten
Die Dorfkirche von Lully stammt aus dem 19. Jahrhundert. Von den profanen Bauwerken sind das Château de Buffavent (15. Jahrhundert) und die Ruinen des Château de la Rochette zu erwähnen.

## Bevölkerung
| Jahr                       | 1962 | 1968 | 1975 | 1982 | 1990 | 1999 |
| Einwohner                  | 278  | 291  | 366  | 324  | 412  | 508  |
| Quellen: Cassini und INSEE |      |      |      |      |      |      |

Mit 736 Einwohnern (Stand 1. Januar 2022) gehört Lully zu den kleineren Gemeinden des Département Haute-Savoie. In den letzten Jahrzehnten wurde ein kontinuierliches starkes Wachstum der Einwohnerzahl verzeichnet.

## Wirtschaft und Infrastruktur
Lully war bis weit ins 20. Jahrhundert hinein ein vorwiegend durch die Landwirtschaft geprägtes Dorf. Heute gibt es verschiedene Betriebe des lokalen Kleingewerbes. Zahlreiche Erwerbstätige sind Wegpendler, die in den größeren Ortschaften der Umgebung oder in Thonon-les-Bains ihrer Arbeit nachgehen.
Die Ortschaft liegt an der Verbindungsstraße D903, die von Saint-Cergues direkt nach Thonon-les-Bains führt. Weitere Straßenverbindungen bestehen mit Cervens und Fessy.